# Ileana-Maria Ratcu
Ileana-Maria Ratcu (* 1969 in Bukarest (Rumänien)) ist eine rumänische Germanistin.

## Leben
Ratcu studierte Germanistik und Rumänistik an der Fremdsprachenfakultät der Universität Bukarest. Zwischen 1994 und 2013 war sie als Universitätslehrkraft am Institut für Archivistik Bukarest tätig, wo sie für das Spezialgebiet Deutsche Sprache und Paläographie / Deutsche Handschriftenkunde zuständig war. 2005 promovierte sie mit einer Arbeit über den Bukowiner Historiker und Archivar Teodor Bălan. Seit 2013 ist sie Mitglied der Abteilung für Germanistik der Fremdsprachenfakultät an der Universität Bukarest. Ihre Forschungsschwerpunkte sind die Untersuchung deutschsprachiger Urkunden aus Siebenbürgen, der Varietäten der deutschen Sprache und die Fachsprache der Geschichte.

## Veröffentlichungen
- Deutschsprachige Urkunden aus Siebenbürgen (15.–19. Jh.). Urkundensprache – Paläographie – Handschriftenkunde, AV Akademikerverlag, Saarbrücken 2013, ISBN 978-3-639-46263-0.
- Teodor Bălan, istoric şi arhivist al Bucovinei (Teodor Bălan, Historiker und Archivar der Bukowina), Edit. Cetatea de Scaun, Târgovişte 2013, ISBN 978-606-537-155-2.
- Studienbegleitender Deutschunterricht. Mit Deutsch studieren, arbeiten, leben, Band 1 – A2/B1, Robert Bosch Stiftung Stuttgart, Goethe-Institut München, Arcipelago Editioni, Milano 2010, ISBN 978-88-7695-410-8. (Mitautorin)
- Dicţionar german-român (Deutsch-rumänisches Wörterbuch), 3. überarbeitete und ergänzte Auflage, von Grete Klaster-Ungureanu, Ioan Gabriel Lăzărescu, Ileana Maria Moise, Herausgeberin Grete Klaster-Ungureanu, Academia Română, Institutul de Lingvistică „Iorgu Iordan şi Al. Rosetti“, Univers Enciclopedic, Bukarest 2007, ISBN 973-637-084-4. (Mitarbeiterin)
- Ioan Scurtu, Liviu Boar (Hrsg.): Minorităţile naţionale din România, 1918–1925. Documente (Die nationalen Minderheiten Rumäniens, 1918–1925. Dokumente), Band I, Bucureşti 1995, ISBN 973-97239-4-2. (Mitarbeiterin)
- Flora Şuteu, Elisabeta Şosa: Dicţionar ortografic al limbii române (Rechtschreibungswörterbuch), Edit. Vestalla, Edit. Athos, Bucureşti 1993, (Edit. Vestala ISBN 973-96063-3-4; Edit. Athos ISBN 973-95877-1-2) (Mitarbeiterin)
- Emil Burlacu, Ioana Burlacu, Ileana-Maria Ratcu: Primul meu dicţionar (Mein erstes Wörterbuch), Edit. Iriana, Bucureşti 1993, ISBN 973-96098-0-5. (Mitautorin)